# Il soffio della valanga
Il soffio della valanga è il terzo romanzo giallo dello scrittore palermitano Santo Piazzese, pubblicato nel 2002. L'anno seguente, il libro ha ottenuto il Premio Bergamo di Narrativa.

## Trama
Il protagonista a differenza dei primi due romanzi è il Commissario Spotorno amico di Lorenzo La Marca, già descritto negli altri romanzi. Indagando su di un duplice omicidio all'interno di una 127 azzurra scopre che uno dei due morti è un suo amico di infanzia, Rosario, che ricorda essere ben distante dagli ambienti mafiosi che richiama il delitto. Questo lo porterà a ricordare gli eventi principali della sua vita. La Palermo vissuta da Spotorno e molto diversa rispetto a quella di La Marca, amico di Spotorno e protagonista dei due precedenti libri di Santo Piazzese, più amara e grigia. Lorenzo La Marca che fa anche una piccola e fugace apparizione in questo terzo romanzo.

## Edizioni
- Santo Piazzese, Il soffio della valanga, La memoria, Sellerio, 2002,  p. 329, ISBN 88-389-1803-1.